# Forcepsioneura haerteli
Forcepsioneura haerteli là loài chuồn chuồn trong họ Protoneuridae. Loài này được Machado mô tả khoa học đầu tiên năm 2001.